# Михайловский сельсовет (Бугурусланский район)
Михайловский сельсовет — сельское поселение в Бугурусланском районе Оренбургской области Российской Федерации.
Административный центр — село Михайловка.

## История
9 марта 2005 года в соответствии с законом Оренбургской области № 1895/321-III-ОЗ образовано сельское поселение Михайловский сельсовет, установлены границы муниципального образования.
17 ноября 2010 года в соответствии с законом Оренбургской области № 4002/913-IV-ОЗ в состав сельсовета включены населённые пункты упразднённого Пронькинского сельсовета.

## Население
| 2010  | 2012  | 2013  | 2014  | 2015  | 2016  | 2017  |
| ----- | ----- | ----- | ----- | ----- | ----- | ----- |
| 3574  | ↗3648 | ↗3734 | ↗3832 | ↗3924 | ↗3958 | ↗3989 |
| 2018  | 2019  | 2020  | 2021  |       |       |       |
| ↘3932 | ↘3902 | ↗3906 | ↗4482 |       |       |       |

## Состав сельского поселения
| № | Населённый пункт | Тип населённого пункта       | Население |
| - | ---------------- | ---------------------------- | --------- |
| 1 | Берёзовый        | посёлок                      | 10        |
| 2 | Гремучий Ключ    | посёлок                      | 17        |
| 3 | Ключёвка         | село                         | 100       |
| 4 | Михайловка       | село, административный центр | ↗3687     |
| 5 | Пронькино        | село                         | 494       |
| 6 | Турхановка       | село                         | 138       |
| 7 | Шестайкино       | деревня                      | 80        |